# Dragiša Ristovski
Dragiša Ristovski rođen je u Makedoniji, u mladosti je živeo u Austriji, SAD, pa onda povratak u tadašnju Jugoslaviju (Beograd), gde i danas živi. Veruje da poslovanje sa razvijenog zapada ne može da se kopira i preslika na područje Jugoistočne  Evrope, pa je dosta radio na prilagođavanju dobre poslovne prakse shodno specifičnostima regiona. U slobodno vreme svira gitaru i bas gitaru. Kreator je koncepta inspirativnih modela u prodaji i liderstvu kao i koncepta humanizacije poslovanja- poslovanje sa svrhom. Rođen je 24. jul 1973. , oženjen je suprugom Anom i ima ćerku Helenu.

## Biografija
Dragiša Ristovski je jedan od najuticajnijih i najplodonosnijih autora i trenera na temu poslovne edukacije i razvoja ljudskih resursa. Pod pseudonimom D.R. Gilbert je objavio 23 knjige (sa dopunjenim izdanjima) koje su prevedene na šest jezika i plasirane u preko 200.000 primeraka. U karijeri je imao prilike da održi više od 3000 poslovnih obuka, seminara, radionica i konferencijskih nastupa na kojima su učešće uzeli zaposleni iz preko 2500 kompanija, mikro, malih i srednjih preduzeća iz svih industrija iz desetine država.
Poseduje trideset godina iskustva u realnom sektoru od izvršilačkih do top menadžerskih funkcija. Njegove oblasti ekspertize su liderstvo, prodaja, pregovaranje i motivacija zaposlenih a prenos znanja vrši na autentičan, izuzetno energičan način koji konstantno motiviše i podstiče slušaoce.
Kreator je preko 20 autorskih programa kao i originalne spostvene metodologije putem alata „Algoritam uticaja“ koji je nastao na osnovu najbolje svetske i regionalne prakse, naučnih dostignuća iz oblasti socijalne psihologije i dugogodišnjeg ličnog istraživanja.
Tokom karijere učio je od najboljih svetskih poslovnih autoriteta a 2008. je imao prilike da zajedno nastupa sa Džej Konrad Levinsonom, autorom knjige i koncepta Gerila marketing. Takođe je objavio preko 400 tekstova u stručnim poslovnim časopisima.
Osnivač je i vlasnik D.R. Gilbert centar groupa u okviru kojeg posluju:
* Akademija poslovnih znanja i veština D.R. Gilbert sa 8 studijskih programa
* Agencija za ljudske resurse HR Professional Solution
* Izdavačka kuća D.R. Gilbert books
* D.R. Gilbert Consulting i trening
* Poslovna aplikacija Take It
* Konferencijski brend „Poslovanje sa svrhom“
* 2022. je pokrenuo firmu u Republici Hrvatskoj sa sedištem u Rovinju
Potiče iz preduzetničke porodice i peta je generacija preduzetnika što mu omogućava da bolje razvija izazove sa kojima se susreću preduzetnici, a po formalnom obrazovanju je diplomirani ekonomista i master prodajnog menadžmenta.

## Izdate knjige
Do sada objavljivane knjige su:
1. „Gube samo oni koji ne igraju“
2. „Arena prodaje“ 
3. „Dobijaju svi oni koji igraju“
4. „Prodajni ring“ 
5. „Lider je u vama“
6. „Mapa uspeha“
7. „Veština uticaja- Umete li da se prodate“ 
8. „Kako unaprediti pregovaračke veštine“
9. „Kako postati efikasan menadžer prodaje“ 
10. „101 tehnika uticaja“ 
11. „21 zašto i samo jedno kako“ 
12. „Arena prodaje XXI veka“ 
13. „Dobar govor vredi više od hiljadu slika“
14. „Lider je u vama–Dopunjeno izdanje“ 
15. „Gube samo oni koji ne igraju-Dopunjeno izdanje “ 
16. “Liderski iskorak u budućnost” 
17. „Dobijaju svi oni koji igraju-Dopunjeno izdanje“ 
18. “Jedan poziv menja sve” 
19. “Mapa uspeha-Dopunjeno izdanje” 
20. “Igra uticaja” 
21. “Prodajologija” 
22. “Pregovarač pobednik”
23. Menadžment u krizi i kriza u menadžmentu

## Još
Do sada su njegovim seminarima prisustvovali predstavnici iz više od 2 500 kompanija među kojima su: Banca intesa, ProCredit banka, Bosch, NIS Gasprom Neft, Samsung-Flux pro, Komercijalna banka, Alpha banka, Piraeus Bank, Coca-Cola Hellenic, Fiat Srbija, Uniqa osiguranje, Hemofarm, DDOR Novi Sad, Merkur Osiguranje BiH, Neoplanta, Galenika, Metalac, Generali osiguranje Srbija, Peštan, HE Đerdap, Bambi-Banat, Hemofarm BiH, Galerija podova, Tarkett Group, BASF, Rafinerija Modriča, Erste banka, Nelt grupa, NLB banka (BIH), OTP banka, Natron Hayat, Zepter International, Jub boje, Perutnina Ptuj, DM drogerie, Crnogorski Telekom, Schneider Electric, Triglav savetovanje (BiH, Srbija, Slovenija), Addiko banka, Lilly Drogerie, Skopska pivara, Orbico, Henkel Beauty, Vienna osiguranje, A1, FK Crvena Zvezda, Agriser (Ferrero Rocher).

## Spoljašnje veze
http://www.drgilbert-centar.com/d-r-gilbert-books/?v=8cee5050eeb7 Архивирано на веб-сајту  (21. мај 2022)
http://www.drgilbert-centar.com/o-nama/?v=8cee5050eeb7
http://www.drgilbert-centar.com/prodavnica-knjiga/?v=8cee5050eeb7 Архивирано на веб-сајту  (2. јул 2022)
http://www.drgilbert-centar.com/?v=8cee5050eeb7
http://www.drgilbert-centar.com/gilbert-tim/dragisa-ristovski-d-r-gilbert/?v=8cee5050eeb7 Архивирано на веб-сајту  (26. септембар 2022)
https://www.knjizare-vulkan.rs/menadzment/52448-prodajologija
https://www.knjizare-vulkan.rs/proizvodi?author=D.+R.+Gilbert